# Avezzano
Avezzano je město v provincii L'Aquila v regionu Abruzzo v Itálii. Po městě L'Aquila je druhým největším v provincii. Avezzano má (podle sčítání z roku 2007) 40 651 obyvatel a bývá označováno za centrum oblasti Marsica.

## Historie
První zmínky o osídlení pocházejí z 1. století n. l., kdy zde za vlády císaře Claudia vznikla osada pro dělníky pracující na vysoušení přilehlého jezera Lago Fucino.
V roce 1490 začala ve městě výstavba hradu Orsini-Colonna.
V letech 1862 až 1875 bylo jezero Fucino na příkaz italského prince zcela vysušeno a na jeho ploše vznikla úrodná pole.
13. ledna 1915 zasáhlo Avezzano rozsáhlé zemětřesení o síle 6,9 Richterovy škály, jedno z nejsilnějších v historii Itálie. Z celkových 11 000 obyvatel města přežilo jen asi 300 a celé město (až na několik budov včetně křídla hradu) bylo poničeno. Avezzano bylo poté postaveno znovu.
Roku 1944 během druhé světové války utrpělo město další škody bombardováním.

## Zemědělství
Téměř veškeré městu připadající zemědělství se soustředí do oblasti vysušeného jezera. Pěstuje se cukrová řepa.

## Služby a průmysl
V Avezzanu stojí továrna na polovodičové výrobky (počítačové paměti) společnosti Micron Technology a meteorologická stanice.
V letech 1919 až 2007 mělo město svůj fotbalový klub (Nuova Avezzano Calcio), který přestal působit kvůli finančním problémům.

## Dopravní spojení
Avezzano leží nedaleko od dálnice A24, 60 km od Říma a 53 km od města L'Aquila.

## Památky

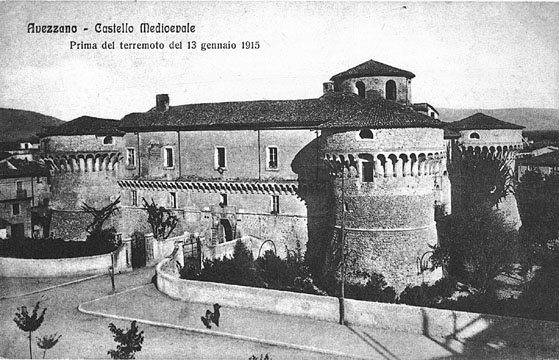
Hrad Orsini-Colonna

- Hrad Orsini-Colonna (Castello Orsini-Colonna di Avezzano)
- Kostel sv. Jana (Chiesa di San Giovanni Decollato)
- Zbytky starověké osady Alba Fucens